# هذا هو سبينال تاب (فلم)
هذا هو سبينال تاب (بالإنجليزية: This Is Spinal Tap) هو فيلم أمريكي ساخر لعام 1984، شارك في كتابتهِ وأخرجهُ روب راينر في أول ظهور له في الإخراج. يقوم ببطولته كريستوفر جيست ومايكل ماكين وهاري شيرر كأعضاء في فريق هيفي ميتال إنجليزي (خيالي) سبينال تاب (التي توصف بأنها «واحدة من أعلى الفرق الموسيقية في إنجلترا»)، ورينر بدور مارتن «مارتي» دي بيرجي، مخرج أفلام وثائقية يتابعهم في جولتهم الأمريكية. يسخر الفيلم من السلوك والادعاءات الموسيقية لفرق موسيقى الروك وميول القديسة للأفلام الوثائقية لموسيقى الروك مثل أفلام فرق الروك الكبيرة، «الأغنية تظل كما هي The Song Remains the Same» عام 1976، «الفالس الأخير The Last Waltz» عام 1978، ويركز الفيلم على مثيله الذي صدر عام 1978 «كل ما تحتاجه هو النقد All You Need Is Cash» لفريق الراتلز The Rutles، كانت معظم حواراته مرتجلة وتم تصوير عشرات الساعات. أنتجت ألبوم الموسيقى التصويرية لعام 1984 الذي يحمل نفس الاسم.
حقق الفيلم نجاح متواضع عند إصداره الأولي، ومع ذلك، فقد حقق نجاحًا أكبر وأصبح نمط بعد إصداره على شرائط «في اتش اس VHS» في عام 2002. اعتبرته مكتبة الكونغرس «مهمًا ثقافيًا أو تاريخيًا أو جماليًا»، وتم اختياره للحفظ بواسطة السجل الوطني للأفلام. اختاره الناقد والمؤلف السينمائي جيريمي أرنولد في عام 2016، كواحد من «52 فيلمًا يجب مشاهدته»، واصفًا إياه بأنه «أحد أكثر الأفلام تأثيرًا على مدار الخمسة والثلاثين عامًا الماضية» وقال إنه «أطلق فعليًا نوع جديد من الأفلام الساخرة».

## طاقم التمثيل
- مايكل ماكين: في دور ديفيد سانت هوبينز
- كريستوفر جيست: في دور نايجل توفنيل
- هاري شيرر: في دور ديريك سمولز
- روب راينر: في دور مارتن «مارتي» دي بيرجي
- توني هندرا: في دور إيان فيث
- ج. بارنيل (عازف الدرامز فريق اتومك روستر) بدور ميك شريمبتون
- ديفيد كاف: في دور فيف سافاج
- يونيو تشادويك: في دور جانين بيتيبون
- برونو كيربي: في دور سائق ليموزين تومي بيشيدا
- إد بيجلي جونيور: في دور جون «ستومبي» بيبيز
- داني كورتشمار: في دور روني بودينج
- فران دريشر: في دور بوبي فليكمان

بالاشتراك مع: باتريك ماكني - جولي باين - دانا كارفي - ساندي هيلبرج ديمينتيبيليو - زين بوزبي - بيلي كريستال - بول بنديكت هيسمان - بول شورتينو - لارا كودي - أندرو ج.ليدير - روس كونكيل - فيكتوري تيشلر بلو - جويس هايسر - غلوريا جيفورد - بول شافر - ارشي هان - تشارلز ليفين - أنجليكا هيوستن - دونالد كندريك - فريد ويلارد هوكستراتن - رائع سميث - روبرت باور.

## أحداث الفيلم
يقوم المخرج مارتن «مارتي» دي بيرجي بإنتاج فيلمًا وثائقيًا عن فريق الروك الإنجليزي «سبينال تاب» في جولته الموسيقية في الولايات المتحدة عام 1982 للترويج لألبومهم الجديد «تشمم القفاز». يضم الفريق أصدقاء الطفولة ديفيد سانت هوبينز ونيجل توفنيل على غناء وغيتار، وعازف الجيتار ديريك سمولز، وعازف لوحة المفاتيح فيف سافاج، وعازف الطبول ميك شريمبتون. كانوا معروفين باسم «النسخ الأصلية» حتى اكتشفوا أن هناك فريق أخر يحمل هذا الاسم لذا قاموا بتغيير اسمهم إلى «أصول جديدة».
تم إلغاء العديد من عروض جولات الفريق بسبب انخفاض مبيعات التذاكر، ورفض كبار تجار التجزئة بيع ألبوم الفريق «تشمم القفاز»، بسبب صورة الغلاف الجنسية. تنشأ التوترات بين الفريق ومديره إيان فيث. صديقة ديفيد جانين، التي تعشق اليوغا والتنجيم، تنضم إلى المجموعة في جولة وتشارك في اجتماعات الفرقة، مما يؤثر على أزيائهم وعرضهم المسرحي. يختار موزع الفرقة إصدار ألبوم «تشمم القفاز» بغلاف أسود تماماً ولايحمل أي صور ودون استشارة الفريق. على الرغم من إقناع مدير الفريق أن الألبوم سيكون له جاذبية مماثلة للألبوم الأبيض الخاص بالبيتلز، ويفشل الألبوم في جذب الحشود إلى جلسات التوقيع مع الفريق.
يفكر ديفيد وديريك في العرض الأخير للجولة، في استكشاف مشاريع جانبية قديمة، مثل إنتاج مسرحي موسيقي، وقبل أن يصعدوا على خشبة المسرح، يصل نايجل ليخبرهم أن أغنيتهم «مزرعة الجنس» قد حققت نجاحًا كبيرًا في اليابان، وأن إيان يريد ترتيب جولة هناك. أثناء أداء الفريق، يدعو ديفيد نايجل على خشبة المسرح، ويجمع شملهم، مما أثار حماس.
يقدم الفريق سلسلة من العروض التي نفذت مبيعاتها في اليابان.

## استقبال الفيلم
أكتسب الفيلم منذ صدوره، إشادة من النقاد، ويعتبر على نطاق واسع أحد أفضل الأفلام لعام 1984.
حصل الفيلم على تقييم 95٪ على موقع الطماطم الفاسدة بناءً على آراء 65 ناقد سينمائي، وكتب الإجماع النقدي للموقع: «إخراج بذكاء، وتمثيل ببراعة، ومليء باللحظات التي لا نهاية لها».
روجر إيبرت من صحيفة شيكاغو صن تايمز منح الفيلم 4 نجوم من أصل 4 وكتب: «هو أحد أكثر الأفلام مرحًا، وأكثرها ذكاءً، وأكثر أفلام العام أصالة. السخرية لها لمسة بارعة، شريرة، والفريق ليس أسوأ بكثير من بعض فرق الروك الناجحة، ولا يختلف كثيرًا عنها»، وضع إيبرت الفيلم لاحقًا في قائمة أفضل عشرة أفلام له لعام 1984 وادرجه في قائمة أفلامه العظيمة في عام 2001 حيث أسماه «واحد من أكثر الأفلام تسلية على الإطلاق».
منح جين سيسكل من شيكاغو تريبيون 4 نجوم من أصل 4، وكتب: «إنه جيد جدًا، في الواقع، أنه ما لم يتم إخبارك مسبقًا، فقد يستغرق الأمر بعض الوقت حتى تدرك أن فريق الروك بالفيلم ليس موجود بالفعل».
أشادت جانيت ماسلين من صحيفة نيويورك تايمز بأنه: «هجاء بارع، مؤذ، ومن الواضح أنه عمل محبب».
اعتبرت مكتبة الكونجرس في عام 2002، ان الفيلم «مهمًا ثقافيًا أو تاريخيًا أو جماليًا» وتم اختياره للحفظ في سجل الأفلام الوطني بالولايات المتحدة.
أشاد النقاد بالفيلم ليس فقط بسبب سخريته من أسلوب حياة نجوم موسيقى الروك، ولكن أيضًا بسبب تناوله نوع الأفلام الواقعية. وصف ديفيد أنسن من مجلة نيوزويك الفيلم بأنه «هجاء للشكل الوثائقي نفسه، مكتمل بمقاطع باهتة تمامًا من البرامج التليفزيونية القديمة للفريق»، حتى مع ظهور شخصيات الممثلين بيلي كريستال وباتريك ماكني، تمكن الفيلم من خداع العديد من المشاهدين للاعتقاد بوجود الفريق. لاحظ راينر أنه «عندما ظهر فريق سبينال تاب في البداية، اعتقد الجميع أنه فريق موسيقي حقيقي».  

## الجوائز
صنفت مجلة «إمباير» الفيلم في المرتبة 48 في قائمتها لأكبر 500 فيلم في كل العصور. وضعت صحيفة نيويورك تايمز الفيلم على قائمتها لأفضل 1000 فيلم على الإطلاق. وضعت مجلة «توتال فيلم» في يناير 2010، على قائمتها لأكبر 100 فيلم في كل العصور. وضعت مجلة انترتينمنت ويكلي قائمتها لأكبر 100 فيلم في كل العصور، وكتبت المجلة عن الفيلم على أنه «محبوب للغاية بحيث لا يمكن تجاهله».
صنفت تايم آوت لندن في عام 2011، الفيلم كأفضل فيلم كوميدي على الإطلاق. صنفت نقابة الكتاب الأمريكية الفيلم في المرتبة 11 في نوفمبر 2015، في قائمتها التي تضم 101 سيناريو مضحكًا.
صنف مهرجان تربيكا السينمائي الفيلم في المركز 35.
أدرج «معهد الفيلم الأمريكي» فيلم «هذا هو سبينال تاب» على قائمة 100 سنة و100 ضحكة.

## وصلات خارجية
https://www.imdb.com/title/tt0088258/ هذا هو سبينال تاب (فلم)
https://www.tcm.com/tcmdb/title/92967/this-is-spinal-tap#overview هذا هو سبينال تاب (فلم)
https://www.allmovie.com/movie/v49553 هذا هو سبينال تاب (فلم)